# Rußbach (Dolní Rakousy)
Rußbach je obec v Rakousku ve spolkové zemi Dolní Rakousy v okrese Korneuburg.

## Geografie

### Geografická poloha
Rußbach se nachází ve spolkové zemi Dolní Rakousy v regionu Weinviertel. Leží přibližně 23 km severozápadně od okresního města Korneuburg. Rozloha území obce činí 30,7 km², z nichž 21,7 % je zalesněných.
Územím obce prochází od jihu k severu Zemská silnice B19 a směrem na severozápad Zemská silnice B4.

### Části obce
Území obce Rußbach se skládá ze tří částí (v závorce uveden počet obyvatel k 1. 1. 2015):
- Niederrußbach (832)
- Oberrußbach (301)
- Stranzendorf (262)

### Sousední obce
- na severu: Hollabrunn, Göllersdorf
- na východu: Sierndorf
- na jihu: Hausleiten, Stetteldorf am Wagram
- na západu: Großweikersdorf

## Politika

### Obecní zastupitelstvo
Obecní zastupitelstvo se skládá z 19 členů. Od komunálních voleb v roce 2015 zastávají následující strany tyto mandáty:
- 12 ÖVP
- 4 SPÖ
- 1 FPÖ
- 1 GRÜNE
- 1 UBL

### Starosta
Nynějším starostou obce Rußbach je Hermann Pöschl ze strany ÖVP.

## Galerie

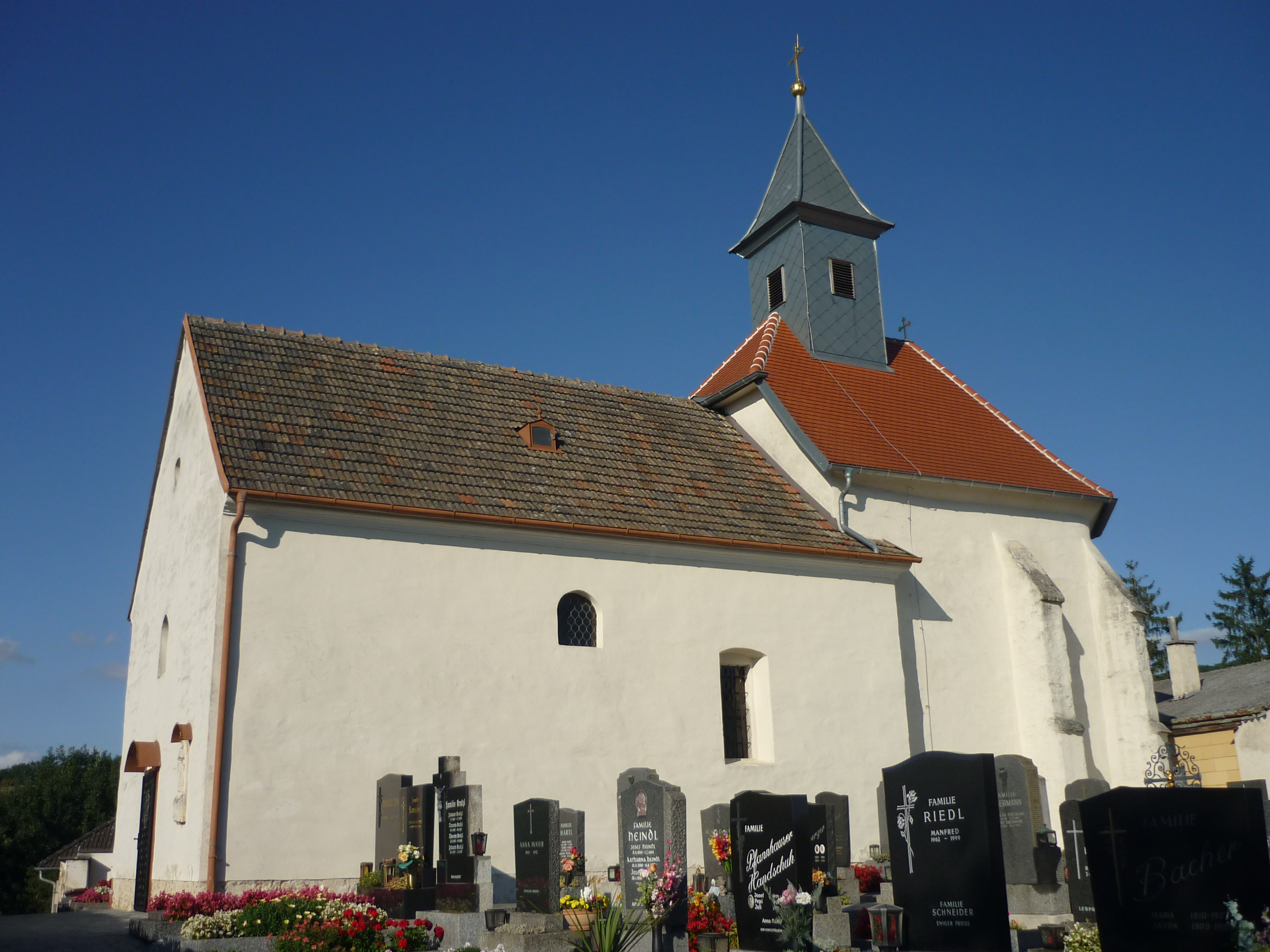
Kostel v Oberrußbachu
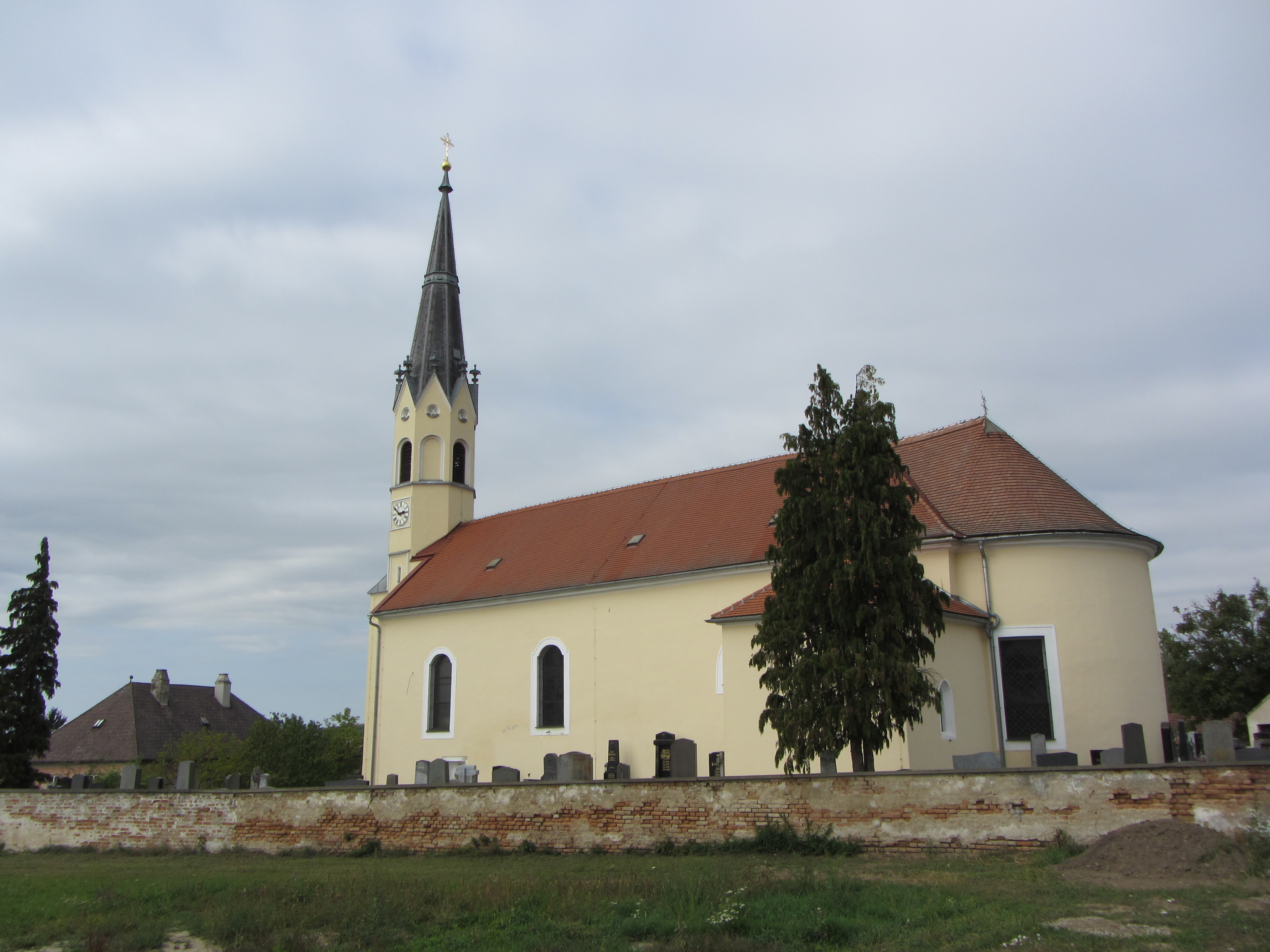
Farní kostel v Niederrußbachu
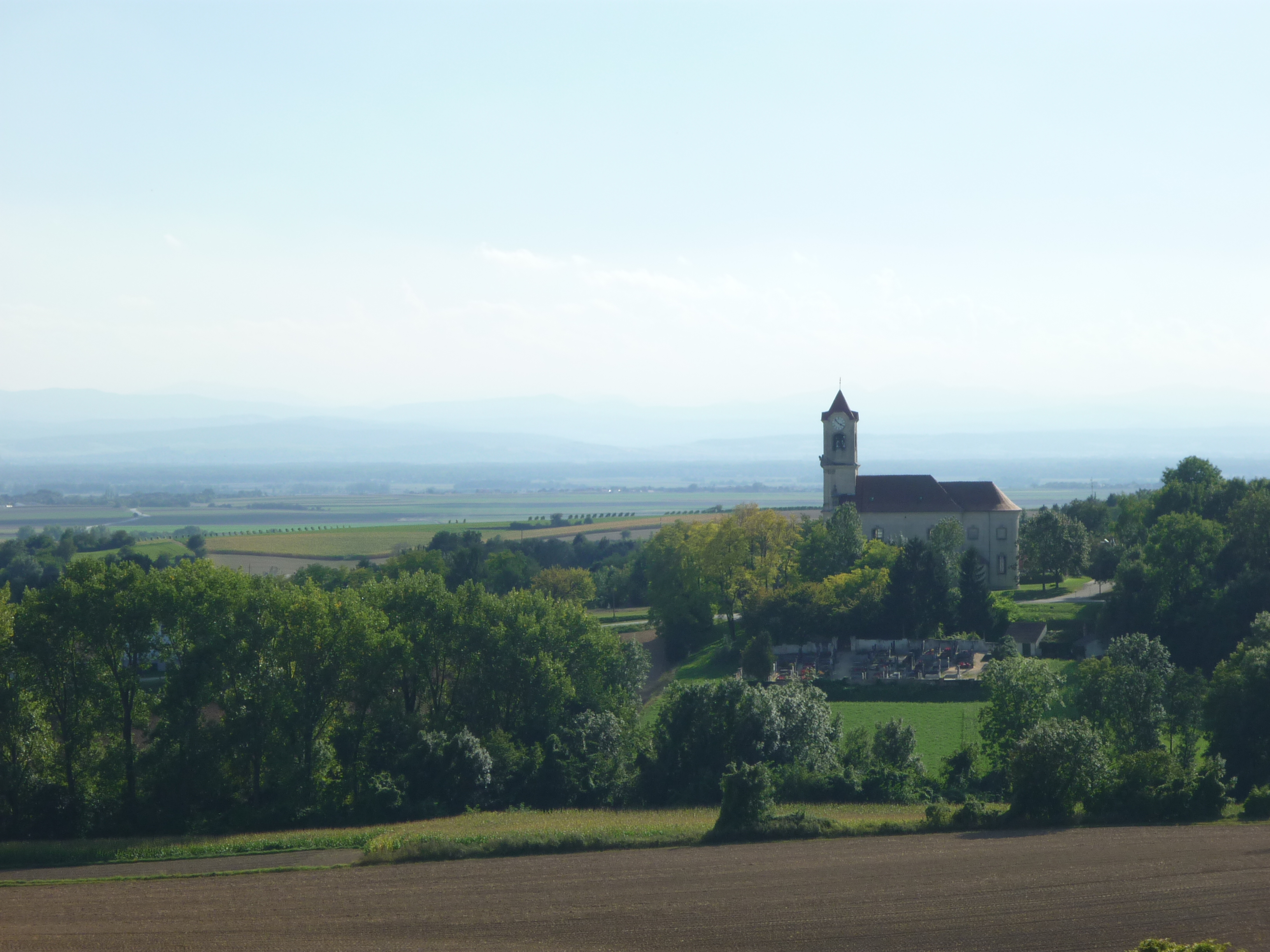
Stranzendorf
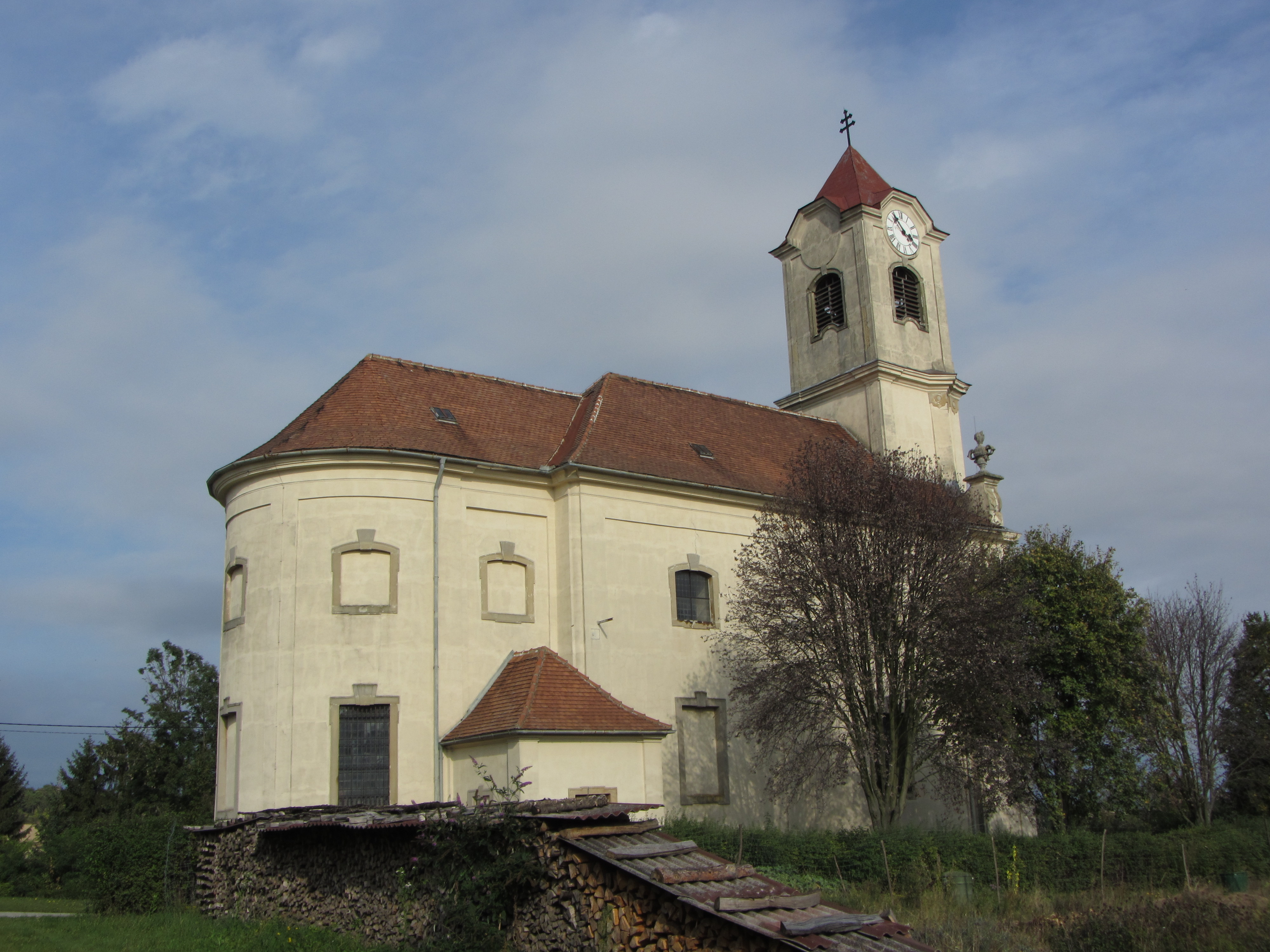
Farní kostel ve Stranzendorfu
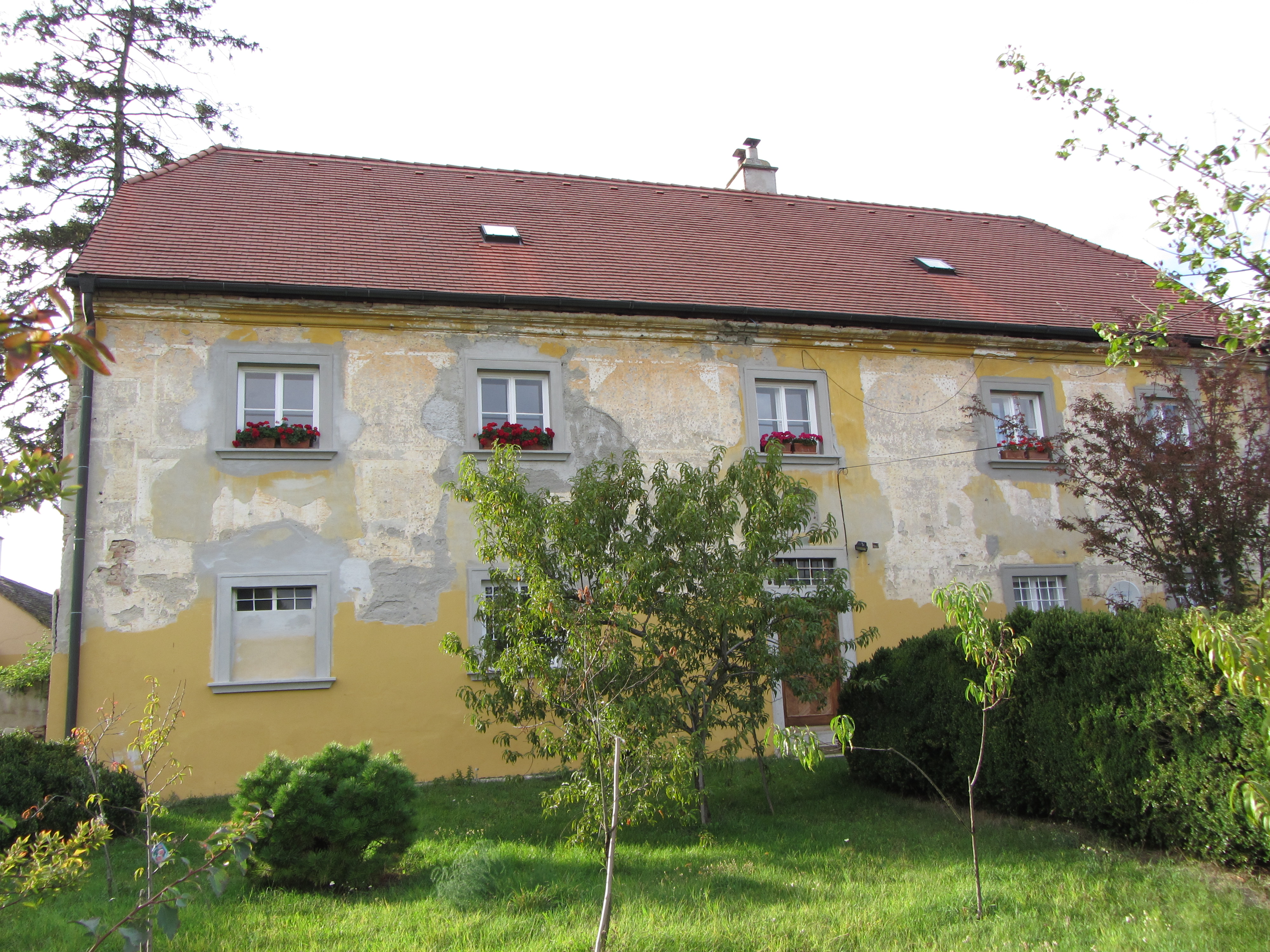
Fara v Stranzendorfu